# Andirodiplosis bahiensis
Andirodiplosis bahiensis är en tvåvingeart som beskrevs av Tavares 1920. Andirodiplosis bahiensis ingår i släktet Andirodiplosis och familjen gallmyggor. Inga underarter finns listade i Catalogue of Life.